# Сибирская бригада пехоты
Сибирская бригада пехоты (пол. Syberyjska Brygada Piechoty) — формирование в составе Войска Польского из поляков-белогвардейцев вернувшихся в Польшу после Гражданской войны в России, и добровольцев.

## История
25 января 1919 года была сформирована 5-я дивизия польских стрелков с личным составом около 12 тысяч солдат. Возглавил дивизию полковник Казимир Румша зарекомендовавший себя еще во времена Первой мировой войны. В ряды 5-й дивизии польских стрелков вступали поляки бывшие военнослужащие Российской империи, добровольцы, ссыльные и их потомки, а так же местные жители. Дивизия выступала в роли арьергарда и осуществлялся охрану участка Транссиба от набегов красных партизан и большевиков. 
10 января 1920 года 5-я дивизия польских стрелков была вынуждена капитулировать. Командир дивизии и около 1000 человек капитулировал отказались большая часть солдат и офицеров с боем прорвались в Иркутск, откуда добрались до Харбина и затем в порт Далянь где погрузились на корабль „Ярославль” отплыли в польский город Гданьск.
В Гданьск прибыло 120 офицеров и 800 рядовых, после выгрузки их разместили в городе Хелмно. Первоначально офицеров хотели отправить в отпуск и рядовых демобилизовать. Однако, личный состав выступил с инициативой продолжить борьбу с большевиками.
14 июля министр военных дел отдал приказ о формировании Сибирской пехотной бригады, в которую вошли солдаты и офицеры 5-й дивизии польских стрелков и добровольцы. В первых числах августа 1920 года бригада была включена в состав 5-й Армии.

## Бригада в бою
13 августа 1920 года Сибирская бригада была на фронте в районе реки Вкра, 14 августа начались боевые столкновения. В результате боев под деревней Борково, бригада понесла большие потери, из за того что большую часть бригады составляли добровольцы которые только бою учились стрелять. Однако позиции под деревней Борково и на реке Вкра удалось отстоять и открыть проход для наступления польской 5-й Армии. В ходе боев был ранен командир 3-го батальона 1-го полка майор Эмиль Вернер, несмотря на приказ командира отправится в госпиталь, остался в строю. 19 августа в ходе наступления на позиции большевиков под деревней Чарностув, майор Вернер погибает.
Утром 23 августа часть 3-го кавалерийского корпуса под командованием Гаи Гая попытались прорвать оборону в районе деревни Кшиновлога-Велика, но были остановлена Сибирской бригадой. 3-й кавалерийский корпус начал отступать на юго-запад и полковник Казимир Румша отдал приказ начать погоню, в результате начался бой возле города Хожеле, к отступающим присоединилась основания часть корпуса. В результате Сибирская бригада была вынужденная отступить, потери составили 59 погибших, 241 раненых, 150 пленных.

## Командный состав
- Командир бригады - полковник Казимир Румша
- 1-й Сибирский полк пехоты - командир майор Францишек Диндорф-Анкович
  - 3-й батальон - командир майор Эмиль Вернер (посмертно награжден серебряным крестом ордена Virtuti militari[7] и Крестом Независимости[8])
- 2-й Сибирский полк пехоты - командир майор Юзеф Веробей
- Сибирский дивизион полевой артиллерии
- Сибирский дивизион кавалерии